# Tuddenham
Tuddenham eller Tuddenham St Mary är en by och en civil parish i distriktet West Suffolk i Suffolk i England. Orten hade 416 invånare år 2001. Byn nämndes i Domedagsboken (Domesday Book) år 1086, och kallades då Tode(n)/Totenham.